# Stanisław Migza
Stanisław Migza (ur. 24 kwietnia 1933 w Jangrocie, zm. 2 czerwca 2006 w Łodzi) – polski działacz państwowy, wojewoda ostrołęcki (1977–1983).

## Życiorys
W latach 1952–1957 pracował w Powiatowej Radzie Narodowej w Sieradzu, w latach 1958–1960 był instruktorem Powiatowego Związku Kółek Rolniczych tamże, w latach 1960–1961 kierował Powiatowym Związkiem Kółek Rolniczych w Poddębicach. Od 1961 do 1966 był etatowym pracownikiem Wojewódzkiego Komitetu ZSL w Łodzi, w latach 1966–1967 był zastępcą kierownika Wydziału Rolnictwa i Leśnictwa Wojewódzkiej Rady Narodowej w Łodzi, w latach 1967–1971 wiceprezesem Wojewódzkiego Związku Kółek Rolniczych tamże. W latach 1969–1975 radnym WRN w Łodzi, w latach 1969–1973 przewodniczył Komisji Rolnej WRN, w latach 1973–1975 był wiceprzewodniczącym WRN. W latach 1971–1975 piastował funkcje kolejno sekretarza, wiceprezesa i prezesa WK ZSL w Łodzi.
W latach 1975–1976 był wicewojewodą piotrkowskim. W latach 1977–1983 sprawował funkcję wojewody ostrołęckiego z ramienia ZSL. W 1983 objął obowiązki wiceprezesa Rady Centralnego Związku Spółdzielni Rolniczych "Samopomoc Chłopska". Zmarł i został pochowany w Łodzi przy ul. Ogrodowej.
W PRL odznaczony Krzyżem Kawalerskim Orderu Odrodzenia Polski.